# Ladislav Hanus (pedagog)
Ladislav Hanus (3. června 1890 Polička – 25. května 1943, koncentrační tábor Mauthausen) byl český učitel, překladatel a příslušník protifašistického odboje. V době první republiky patřil k předním propagátorům školských reforem. Bývalá reformní škola v Praze-Nuslích (Základní škola Praha 4, Křesomyslova č.2) nese na hlavní budově jeho jméno.

## Soukromý život
Narodil se 3. června 1890 v Poličce do rodiny sedláře Leopolda Hanuse a jeho manželky Anny, roz. Kalvodové. V srpnu 1914 byl v Poličce oddán s Marií Jahůdkovou.